# Longipalpus shigarorogi
Longipalpus shigarorogi är en skalbaggsart som först beskrevs av Tadao Kano 1939.  Longipalpus shigarorogi ingår i släktet Longipalpus och familjen långhorningar.
Artens utbredningsområde är Taiwan. Inga underarter finns listade i Catalogue of Life.